# Мутвиця (притока Жолоні)
Мутвиця — річка в Білорусі, у Наровлянському районі Гомельської області. Права притока Жолоні, (басейн Прип'яті).

## Опис
Довжина річки 14 км, похил річки 1,7 м/км, площа басейну водозбору 52,3 км². Формується притокою, багатьма безіменними струмками, загатами та частково каналізована.

## Розташування
Бере початок на північно-східній стороні від Олександрівки. Спочатку тече на північний захід, потім на північний схід понад Лісовою у впадає у річку Жолонь, праву притоку Прип'яті.

## Цікавий факт
- Річка розташована у Поліському національному радіаційно-екологічному заказнику.[1]